# قرار مجلس الأمن التابع للأمم المتحدة رقم 524
قرار مجلس الأمن التابع للأمم المتحدة رقم 524، الذي تم تبنيه بالإجماع في 29 تشرين الثاني / نوفمبر 1982، نظر في تقرير الأمين العام بشأن قوة الأمم المتحدة لمراقبة فض الاشتباك. وأشار المجلس إلى الجهود التي تبذلها لإحلال سلام دائم وعادل في الشرق الأوسط، ولكنه أعرب أيضاً عن قلقه إزاء حالة التوتر السائدة في المنطقة.
دعا القرار الأطراف المعنية إلى التنفيذ الفوري للقرار 338 (1973)، وجدد ولاية قوة المراقبة لمدة ستة أشهر أخرى حتى 31 مايو 1983 وطلب من الأمين العام تقديم تقرير عن الوضع في نهاية تلك الفترة.